# معركة تشيزبيك
معركة تشيزبيك والمعروفة أيضًا باسم معركة رؤوس فيرجينيا أو ببساطة معركة الرؤوس، هي معركة بحرية حاسمة في الحرب الثورية الأمريكية التي وقعت بالقرب من مصب خليج تشيزبيك في 5 سبتمبر عام 1781. كان طرفا المعركة أسطولًا بريطانيًا بقيادة الأدميرال السير توماس غريفز وأسطولًا فرنسيًا بقيادة الأدميرال فرانسوا جوزيف بول، كومت دو غراس. كانت المعركة حاسمة من الناحية الإستراتيجية، إذ أنها منعت البحرية الملكية من دعم القوات المحاصرة للجنرال لورد كورنواليس في يوركتاون، فيرجينيا، أو إجلائها. تمكن الفرنسيون من السيطرة على الممرات البحرية ضد البريطانيين وزودوا الجيش الفرنسي الأمريكي بمدفعية الحصار والتعزيزات الفرنسية. أثبتت هذه الأمور أنها حاسمة في حصار يوركتاون، فقد ضمنت استقلال المستعمرات الثلاث عشرة.
كان لدى الأدميرال دو غراس خيار مهاجمة القوات البريطانية في نيويورك أو فيرجينيا. فاختار فرجينيا، ووصل إلى تشيزبيك في نهاية أغسطس. علم الأدميرال غريفز أن دو غراس قد أبحر من جزر الهند الغربية إلى أمريكا الشمالية وأن الأدميرال الفرنسي دو باراس أبحر أيضًا من نيوبورت، رود آيلاند. وخلص إلى أنهم سينضمون إلى تشيزبيك. أبحر جنوبًا من ساندي هوك، نيو جيرسي، خارج ميناء نيويورك، مع 19 سفينة خط معركة ووصل إلى مصب تشيزبيك في وقت مبكر من يوم 5 سبتمبر لرؤية أسطول دو غراس قد رسى بالفعل في الخليج. أعد دو غراس على عجل معظم أسطوله للمعركة - 24 سفينة خط معركة - وأبحر لمقابلته. وقع الاشتباك الذي استمر ساعتين بعد ساعات من المناورة. لم تلتقي خطوط الأسطولين بشكل كامل. فقط الأجزاء الأمامية والمركزية اشتبكت بشكل كامل. وبالتالي، كانت المعركة متكافئة إلى حد ما، على الرغم من أن البريطانيين عانوا من المزيد من الإصابات وأضرار السفن، التي دمرت عند غروب الشمس. كانت التكتيكات البريطانية موضوع جدل منذ ذلك الحين.

أبحر الأسطولان على مرأى من بعضهما البعض لعدة أيام، لكن دو غراس فضل جذب البريطانيين بعيدًا عن الخليج فقد كان من المتوقع أن يصل دو باراس حاملًا معدات الحصار الحيوية. انفصل عن البريطانيين في 13 سبتمبر وعاد إلى تشيزبيك، حيث وصل دو باراس في ذلك الحين. عاد غريفز إلى نيويورك لتنظيم جهود إغاثة أكبر؛ لكنه لم يبحر حتى 19 أكتوبر، بعد يومين من استسلام كورنواليس.
كانت معركة تشيزبيك انتصارًا تكتيكيًا للفرنسيين دون هامش واضح، لكنها كانت انتصارًا استراتيجيًا للفرنسيين والأمريكيين، نصر حسم النتيجة الرئيسية للحرب.

- راسل ويجلي

## الخلفية
خلال الأشهر الأولى من عام 1781، بدأت القوات الموالية لبريطانيا والمتمردون الانفصاليون بالتجمع في ولاية فرجينيا، وهي ولاية لم يكن لديها في السابق أي عمل بخلاف الغارات البحرية. قاد القوات البريطانية في البداية الخائن بينيديكت أرنولد، وبعده ويليام فيليبس، قبل أن يصل الجنرال تشارلز، إيرل كورنواليس، في أواخر مايو مع جيشه الجنوبي لتولي القيادة.
في يونيو، سار كورنواليس إلى ويليامزبرغ، حيث تلقى سلسلة محيرة من الأوامر من الجنرال السير هنري كلينتون والتي بلغت ذروتها في توجيه لإنشاء ميناء محصن في المياه العميقة (والذي من شأنه أن يسمح بإعادة الإمداد عن طريق البحر). استجابة لهذه الأوامر، انتقل كورنواليس إلى يوركتاون في أواخر يوليو، وهناك بدأ جيشه ببناء التحصينات. إن وجود هذه القوات البريطانية، إلى جانب رغبة الجنرال كلينتون في ميناء هناك، جعل السيطرة على خليج تشيزبيك هدفًا بحريًا أساسيًا لكلا الجانبين.
في 21 مايو، التقى الجنرالان جورج واشنطن وروتشامبس، على التوالي، قادة الجيش القاري والحملة الخاصة في منزل فيرنون في نيوبورت، رود آيلاند لمناقشة العمليات المحتملة ضد البريطانيين والموالين لهم. وضعوا احتمالين إما هجوم أو حصار على القاعدة البريطانية الرئيسية في مدينة نيويورك، أو عمليات ضد القوات البريطانية في فرجينيا. نظرًا لأن أيًا من هذين الخيارين سيتطلب مساعدة الأسطول الفرنسي، ثم في جزر الهند الغربية، أرسلت سفينة لمقابلة الجنرال الفرنسي دو غراس الذي كان يتوقع وجوده في كاب فرانسيس (المعروف الآن باسم كاب هايتيان، هايتي)، لتحديد الاحتمالات وطلب مساعدته. أشار روتشامبس، في مذكرة خاصة إلى دو غراس، إلى أنه كان يفضل إجراء عملية ضد فيرجينيا. ثم نقل الجنرالان قواتهما إلى وايت بلينس، نيويورك، لدراسة دفاعات نيويورك وانتظار الأخبار من دو غراس.

## وصول الأساطيل
وصل دو غراس إلى كاب فرانسيس في 15 أغسطس. أرسل على الفور رده على مذكرة روتشامبس، والتي كانت تقول إنه سيذهب إلى حملة تشيزبيك. أبحر دو غراس من كاب فرانسيس بأسطوله بالكامل، برفقة 3200 جندي، و28 سفينة خط معركة. أبحر خارج ممرات الشحن العادية لتجنب اكتشافه، ووصل إلى مصب خليج تشيزبيك في 30 أغسطس، وأنزل القوات للمساعدة في الحصار البري لكورنواليس. حوصرت فرقاطتان بريطانيتان داخل الخليج كان من المفترض أن تكونا في دورية خارج الخليج عند وصول دو غراس؛ منع هذا البريطانيين في نيويورك من معرفة حجم القوة الكاملة لأسطول دو غراس حتى فوات الأوان.
تنبه الأدميرال البريطاني جورج بريدجز رودني، الذي كان يتتبع دو غراس حول جزر الهند الغربية، إلى رحيل الأخير، لكنه لم يكن متأكدًا من وجهة الأدميرال الفرنسي. معتقدًا أن دو غراس سيعيد جزءًا من أسطوله إلى أوروبا، بعث رودني الأدميرال السير صموئيل هود مع 14 سفينة خط معركة مع أوامر للعثور على وجهة دو غراس في أمريكا الشمالية. أبحر رودني، الذي كان مريضًا، إلى أوروبا مع بقية أسطوله من أجل التعافي وتجديد الأسطول وتجنب موسم الأعاصير في المحيط الأطلسي.
وصل أسطول هود إلى مدخل تشيزبيك في 25 أغسطس وكان قد أبحر بشكل مباشر أكثر من دو غراس. لم يعثر على أي سفن فرنسية هناك، ثم أبحر إلى نيويورك. في غضون ذلك، أمضى زميله وقائد أسطول نيويورك، الأدميرال السير توماس غريفز، عدة أسابيع في محاولة لاعتراض قافلة نظمها جون لورينز لجلب الإمدادات والعملة الصعبة التي تشتد الحاجة إليها من فرنسا إلى بوسطن. عندما وصل هود إلى نيويورك، وجد أن غريفز كان في الميناء (بعد أن فشل في اعتراض القافلة)، ولكن لم يكن لديه سوى خمس سفن خط المعركة كانت جاهزة للقتال.
كان دو غراس قد أخطر نظيره في نيوبورت، باراس، بنواياه وتاريخ وصوله المخطط له. أبحر باراس من نيوبورت في 27 أغسطس مع 8 سفن خط معركة و4 فرقاطات و18 وسيلة نقل تحمل أسلحة فرنسية ومعدات حصار. وكان قد أبحر عمدًا عبر طريق غير مباشر لتقليل احتمالية خوض معركة مع البريطانيين، إذا أبحروا من نيويورك في المطاردة. في غضون ذلك، عبر واشنطن وروتشامبس نهر هدسون في 24 أغسطس، تاركين بعض القوات وراءهم كخدعة لتأخير أي تحرك محتمل من جانب الجنرال كلينتون لحشد المساعدة لكورنواليس.
دفعت أخبار رحيل باراس البريطانيين إلى إدراك أن تشيزبيك كان الهدف المحتمل للأساطيل الفرنسية. بحلول 31 أغسطس، نقل غريفز سفنه الخمس خارج ميناء نيويورك للقاء قوة هود. تولى قيادة الأسطول المشترك، الذي أصبح 19 سفينة، أبحر غريفز جنوبًا، ووصل إلى مصب تشيزبيك في 5 سبتمبر. كان تقدمه بطيئًا. استدعت الحالة السيئة لبعض سفن جزر الهند الغربية (على عكس ادعاءات الأدميرال هود أن أسطوله كان صالحًا لمدة شهر من الخدمة) إجراء إصلاحات في الطريق. كان غريفز قلقًا أيضًا بشأن بعض السفن في أسطوله الخاص؛ وواجهت السفينة أوروبا على وجه الخصوص صعوبة في المناورة.